# Märstetten
Märstetten és un municipi del cantó de Turgòvia (Suïssa), situat al districte de Weinfelden.